# 常骏
常骏（6世纪—7世纪），隋朝官員，曾經擔任過屯田主事。大业四年（608年）（一作三年（607年））三月，隋炀帝派遣常骏前往赤土国訪問。赤土国王热情款待常骏，並且讓自己的兒子那邪迦跟隨常骏前往隋朝。大业六年（610年），常骏与那邪迦面見隋煬帝，隋煬帝於是任命常骏擔任执戟都尉。
常骏等人的著作有《赤土国记》二卷。常骏到过的地方，现名常骏暗沙。